# Donaustadion
Il Donaustadion è uno stadio polifunzionale a Ulma, Germania. Attualmente è usato principalmente per le partite di calcio ed è lo stadio di casa del SSV Ulm 1846. Lo stadio è in grado di contenere 19.500 persone.
Nel 1999 è stata costruita una nuova tribuna, che ha riempito l'ultimo spazio aperto dell'ex terreno a forma di ferro di cavallo.